# 룬베이향

룬베이향의 위치

룬베이향(한국어: 윤배향, 중국어: 崙背鄉, 병음: Lúnbèi Xiāng)은 대만 윈린현의 향이다. 넓이는 58.484km2이고, 인구는 2015년 8월 기준으로 25,585명이다.

## 지리
룬베이향은 윈린현의 북서단에 위치하고 동쪽은 얼룬향과 남쪽은 투쿠진 및 바오중향과 서쪽은 마이랴오향과 북쪽은 줘수이시(濁水渓)를 사이에 두고 장화현 다청향과 접하고 있다. 1960년대는 '소(小)상하이'로 불리며 마이랴오의 채석 사업으로 번창하였다.

## 역사
룬베이 향의 지명의 유래는 룬첸 촌 룬베이 국소의 남쪽으로 모래산(사룬(砂崙)으로 불렸다)이 존재했고 그 남쪽을 룬첸(崙前), 북쪽을 룬베리로 불렀던 것에서 유래한다.
청대 광서 연간까지 윤향은 제라현에 속하고 있었지만 일본에 의한 통치가 시작되면서 도로쿠 지청에 귀속되었다. 1908년, 론파이 장으로 개칭되었고 동시에 다이난 주 고비 군의 관할이 되어 28보가 설치되었다. 2차 대전 후인 1946년 1월 20일, 대만에서 향진제가 시행되면서 룬베이 향으로 개칭되었고 같은 해 10월에 마이랴오 향이 분할되었다. 1950년 10월 25일에 윈린 현에 속하게 되었고 향내에는 14촌이 설치되어 현재에 이르고 있다.